# Ritten Sport 2011-2012
Questa pagina contiene i dati relativi alla stagione hockeystica 2011-2012 della società di hockey su ghiaccio Ritten Sport.

## Roster 2011/12

### Portieri
- 32  Florian Großgasteiger
- 36  Roland Fink
- 36  Josef Niederstätter
- 36  Benjamin Saurer
- 36  Maximilian von Guggenberg
- 60  Karol Križan

### Difensori
- 04  Ethan Graham
- 05  Adrian Marzoner
- 06  Klaus Ploner
- 09  Markus Hafner
- 11  Benjamin Bregenzer
- 20  Ruben Rampazzo
- 44  Brad Farynuk
- 51  Andy Delmore
- 67  Ingemar Gruber

### Attaccanti
- 02  Matteo Rasom
- 08  Matthias Fauster
- 10  Mac Faulkner
- 12  Chris Blight
- 16  Rupert Stampfer
- 17  Alexander Eisath
- 19  Daniel Tudin
- 23  Thomas Pichler
- 49  Scott May
- 55  Lorenz Daccordo
- 68  Alex Tauferer
- 74  Mirko Quinz
- 79  Emanuel Scelfo
- 94  Thomas Spinell

### Allenatore
- Greg Holst